# 鲍德温县 (佐治亚州)
鮑德溫縣（英語：Baldwin County）是美国喬治亞州中部的一個縣。面積693平方公里。根據美國2000年人口普查，共有人口44,700人。縣治米利奇維爾（Milledgeville）。該縣成立於1803年5月11日。縣名紀念《美国宪法》簽署者、喬治亞大學創立人、先後任代表喬治亞州聯邦眾議員與聯邦參議員的亚伯拉罕·鲍德温（Abraham Baldwin）。